# 唐津ジャンクション
唐津ジャンクション（タンジンジャンクション）は大韓民国忠清南道唐津市にある西海岸高速道路と瑞山盈徳高速道路を結ぶジャンクションである。

## 接続する路線

### 木浦・ソウル方面
- 西海岸高速道路（24番）

### 尚州・盈徳方面
- 瑞山盈徳高速道路（1番）

## 隣
西海岸高速道路
(23) 瑞山IC - (24) 唐津JCT - (25) 唐津IC
瑞山盈徳高速道路
(1) 唐津JCT - (2) 沔川IC